# Estanislao Argote
Estanislao Argote Salaberria, conocido deportivamente como Estanis Argote o simplemente Argote, es un exfutbolista español. Nació en Zarauz (Guipúzcoa) el 21 de octubre de 1956. 
Jugador vinculado a lo largo de toda su carrera profesional al Athletic Club, jugó durante 13 temporadas en la Primera División española. Jugaba en el puesto de extremo izquierdo, donde está considerado como uno de los mejores que ha habido en la historia del Athletic, junto a jugadores míticos como Guillermo Gorostiza, Piru Gaínza o Txetxu Rojo.

## Biografía
Estanis Argote nació en la localidad guipuzcoana de Zarauz en 1956. Sus primeros pasos como futbolista los dio en el fútbol playero de Zarauz. Posteriormente,jugó  en el modesto equipo de categoría regional de su localidad natal, el CD Zarauz, donde permaneció hasta que en 1974 fue fichado por el Athletic Club, que lo encuadró en su equipo juvenil. En 1975 se incorporó al Bilbao Athletic, donde jugó algo más de dos temporadas.
Debutó con el Athletic Club el 2 de octubre de 1977, poco antes de cumplir los 21 años en una victoria ante el Atlético de Madrid (1-0). Sus logros más importantes los consiguió en las temporadas 1982-83 y 1983-84, cuando el Athletic, bajo la dirección de Javier Clemente, se alzó con dos títulos de Liga y uno de Copa. En aquel equipo bicampeón Argote formaba parte del tridente atacante del equipo junto con Dani y Sarabia, jugadores que se nutrían de los pases de Argote desde la banda izquierda. Argote asistió, en la final de Copa de 1984, a Endika con la pierna derecha a pesar de ser zurdo.
Después de 1984, Argote perdió la condición de titular indiscutible a causa, principalmente, de las lesiones. En el mes de diciembre de la temporada 1986-87 sufrió una lesión que le apartó del equipo hasta final de temporada, pudiendo jugar ese año sólo la mitad de los partidos de Liga. Cuando Argote se lesionó, el Athletic iba cuarto y acabó la temporada en 13.ª posición. A partir de 1987, retrasó su posición en el campo y tuvo un papel menos destacado en el equipo.
Tras 427 partidos defendiendo la camiseta del Athletic Club, durante 13 temporadas, en 1990 Argote dejó el fútbol profesional. Sin embargo, jugaría una temporada más con el equipo de su pueblo, el CD Zarautz, en la Tercera División Española, antes de colgar las botas definitivamente. Su temporada en el Zarautz coincidió con la primera temporada de la historia de este club en la Tercera División.

### Otras facetas
Argote era famoso por su virtuosismo con el acordeón. De hecho, poco después de ganar la Liga 82-83, grabó un disco de acordeón que tuvo bastante éxito en el País Vasco. También destacaba por su afición como jugador de golf, por aquel entonces un deporte no muy extendido entre los futbolista. En su niñez había sido caddie en el campo de golf de su Zarauz natal.

### Selección nacional
Argote fue llamado a jugar con la Selección de fútbol de España en dos ocasiones. Su debut como internacional se produjo en Salamanca, el 13 de diciembre de 1978, en el partido clasificatorio para la Eurocopa 1980  que enfrentó a España con Chipre. El resultado fue 5-0. Su segundo y último partido lo jugó, unos días más tarde, en Roma ante la Italia, donde España perdió 1-0 en un amistoso.

## Clubes
| Club            | País   | Año       |
| --------------- | ------ | --------- |
| CD Zarauz       | España | 1973-1974 |
| Bilbao Athletic | España | 1975-1977 |
| Athletic Club   | España | 1977-1990 |
| CD Zarautz      | España | 1990-1991 |

## Títulos

### Campeonatos nacionales
| Título              | Club          | País   | Año  |
| ------------------- | ------------- | ------ | ---- |
| Liga española       | Athletic Club | España | 1983 |
| Liga española       | Athletic Club | España | 1984 |
| Copa del Rey        | Athletic Club | España | 1984 |
| Supercopa de España | Athletic Club | España | 1984 |